# Ténofovir
Ténofovir est la dénomination commune internationale d'un médicament antirétroviral (c'est-à-dire utilisé dans le traitement de l'infection par le VIH). Il est également efficace dans les hépatites virales B chroniques.
Le ténofovir peut être utilisé en injection intraveineuse, mais est disponible sous forme orale de fumarate de ténofovir disoproxil (pro-drogue), qui sera ensuite transformé par le corps en ténofovir.
Le ténofovir est commercialisé sous le nom de Viread par le laboratoire Gilead Sciences.

## Mode d'action
Il s'agit d'un analogue nucléotidique, inhibiteur de la transcriptase inverse et d'une polymérase du virus de l'hépatite B.
Le ténofovir est aussi un phosphonate, comportant un phosphore au degré III, capable de réduire divers oxydants.

## Évaluation

### Contre le VIH
Seul, le ténofovir n'a pas d'action préventive contre l'infection au VIH, que cela soit par voie orale ou par voie locale (gel vaginal). Néanmoins, lorsqu'il est combiné avec l'emtricitabine par voie orale (association connue sous le nom Truvada), il peut être utilisé en stratégie de prévention de l'infection au VIH : ce protocole de traitement prophylactique est communément appelé PreP (pre-exposure prophylaxis).

### Contre l'hépatite B
Dans l'hépatite chronique, il se révèle supérieur à l'adefovir, tant dans la normalisation du bilan hépatique que dans la baisse des marqueurs antigéniques viraux. Il permet même une régression partielle des lésions histologiques de cirrhose chez certains patients.

### Autres
En application locale, avant ou après un rapport, il permet une certaine protection contre le virus de l'herpès simplex de type 2.

## Effets secondaires
La molécule est, en règle, bien tolérée. Une atteinte rénale, de type tubulopathie, peut survenir à long terme, entraînant une fuite tubulaire de phosphates et partiellement réversible après arrêt du traitement. Rarement, elle peut aller jusqu'à un syndrome de Fanconi.

## Divers
De juillet 2004 à janvier 2005, 400 prostituées camerounaises, mal informées (la documentation était en anglais alors qu'elles étaient toutes francophones, certaines croyant même bénéficier d'un vaccin), ont participé à un essai clinique, la moitié recevant un placebo. Cela a créé le slogan d'Act'Up : « Ténofovir me fait vomir. »
Le ténofovir fait partie de la liste des médicaments essentiels de l'Organisation mondiale de la santé (liste mise à jour en avril 2013).